# Катлер (Каліфорнія)
Катлер (англ. Cutler) — переписна місцевість (CDP) в США, в окрузі Туларе штату Каліфорнія. Населення — 4480 осіб (2020).

## Географія
Катлер розташований за координатами 36°31′35″ пн. ш. 119°17′18″ зх. д. / 36.52639° пн. ш. 119.28833° зх. д. (36.526273, -119.288303).  За даними Бюро перепису населення США в 2010 році переписна місцевість мала площу 2,09 км², уся площа — суходіл.

## Демографія
Згідно з переписом 2010 року, у переписній місцевості мешкало 5000 осіб у 1085 домогосподарствах у складі 982 родин. Густота населення становила 2392 особи/км².  Було 1136 помешкань (543/км²).
Расовий склад населення:
| - 48,4 % — білих - 1,3 % — азіатів - 1,1 % — корінних американців - 1,0 % — чорних або афроамериканців - 44,8 % — осіб інших рас |

До двох чи більше рас належало 3,4 %. Частка іспаномовних становила 96,6 % від усіх жителів.
За віковим діапазоном населення розподілялося таким чином: 37,2 % — особи молодші 18 років, 57,6 % — особи у віці 18—64 років, 5,2 % — особи у віці 65 років та старші. Медіана віку мешканця становила 24,6 року. На 100 осіб жіночої статі у переписній місцевості припадало 113,9 чоловіків;  на 100 жінок у віці від 18 років та старших — 119,8 чоловіків також старших 18 років.
Середній дохід на одне домашнє господарство  становив 33 489 доларів США (медіана — 29 718), а середній дохід на одну сім'ю — 30 666 доларів (медіана — 28 629). Медіана доходів становила 25 000 доларів для чоловіків та 25 875 доларів для жінок. За межею бідності перебувало 53,0 % осіб, у тому числі 71,0 % дітей у віці до 18 років та 29,3 % осіб у віці 65 років та старших.
Цивільне працевлаштоване населення становило 1440 осіб. Основні галузі зайнятості: сільське господарство, лісництво, риболовля — 48,0 %, виробництво — 10,2 %, освіта, охорона здоров'я та соціальна допомога — 9,1 %.